# Liutprand
Pour les articles homonymes, voir Liutprand (homonymie).
Liutprand (en latin Liutprandus, en italien Liutprando ; c. 685 - † 744) est roi des Lombards d'Italie de 712 à 744.

## Biographie
Liutprand est le fils d'Ansprand, duc d'Asti devenu roi des Lombards. Il lui succède sur le trône royal en juin 712, demeurant roi jusqu'à sa mort. Peu après son avènement, un membre de sa famille, Rotharit, complote contre lui et projette de le faire assassiner. Liutprand l'apprend et, faisant semblant d'ignorer le complot, invite chez lui Rotharit qui est massacré par la garde royale. Il fait par la suite éliminer les quatre fils de Rotharit.

L'Italie lombarde à la mort du roi Liutprand (744).

Durant ce long règne de trente-deux ans, Liutprand tente d'unifier la péninsule italienne sous la domination lombarde, entrant régulièrement en conflit avec la Papauté et avec les Byzantins de l'exarchat de Ravenne. Selon Paul Diacre, auteur d'une Histoire des Lombards, il mène de nombreuses guerres contre les « Romains » (c.-à-d. les Byzantins), qui sont toujours victorieuses sauf une fois à Rimini où son armée est défaite en son absence.
Entre 727 et 729, profitant des tensions entre Byzance et la Papauté, Liutprand décide d'attaquer Ravenne et Rome, s'empare de Classe et de Bologne ainsi que de plusieurs autres villes et forteresses pendant que les Lombards de Spolète dirigés par leur duc Thrasamund s'emparent de Narni et de la forteresse de Sutri, située dans le duché de Rome. À la sollicitation du pape Grégoire II, accompagnée de grands présents, Liutprand en fait sortir les Lombards après l'avoir pillé et fait une donation aux apôtres saint Pierre et saint Paul, c'est-à-dire à l'Église romaine : c'est la donation de Sutri.
Liutprand doit également à plusieurs reprises soumettre les ducs lombards semi-indépendants de Spolète et de Bénévent, qui cherchent sans cesse à se soustraire à l'autorité du roi, et tente d'expulser définitivement les Byzantins d'Italie en assiégeant notamment en 734 Ravenne, qui résiste. Dans le nord-est de son royaume, il doit également lutter contre les Slaves (peut-être les Carinthiens), qui menacent régulièrement le Frioul.
Entretenant de bonnes relations avec les Avars, les Bavarois et les Francs, il répond en 739 à l'appel à l'aide de ces derniers pour combattre les musulmans qui avaient envahi la Provence et pillé Arles. Quelques années plus tôt, Liutprand avait obtenu l'alliance de Charles Martel qui lui avait envoyé son fils Pépin afin que le souverain lombard devienne en quelque sorte son père d'adoption en lui coupant les cheveux selon la coutume. Liutprand négocie également avec Paolo Lucio Anafesto, premier doge de Venise, pour délimiter les frontières de la ville insulaire d'Eraclea, où se trouvait la résidence ducale.
À une date inconnue, il épouse Gontrude (Guntruda), fille du duc Théodebert (ou Theudebert) de Bavière, chez qui il avait vécu dans sa jeunesse lors de son exil en Bavière, et il en eut une seule fille.

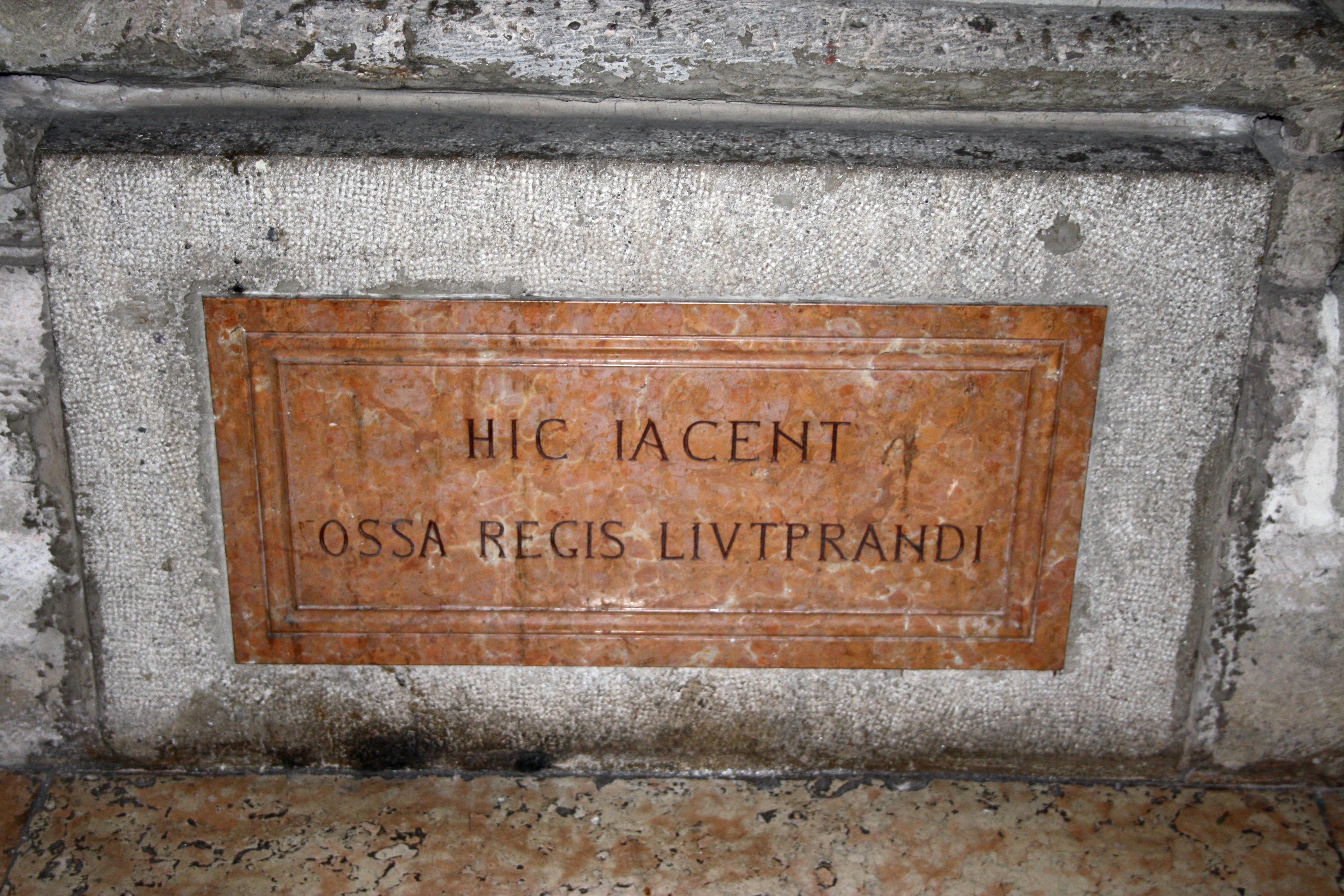
Plaque marquant la cassette contenant les ossements de Liutprand dans la basilique San Pietro in Ciel d'Oro de Pavie.

Très pieux, Liutprand poursuit et interdit avec rigueur les derniers débris du paganisme, les magiciens, les sorciers, les sacrifices (animaux) au pied des arbres et les prières au bord des sources. Ayant su que les Sarrasins avaient ravagé la Sardaigne et souillé les lieux où l'on conservait les ossements de saint Augustin, Liutprand envoya des hommes dans l'île pour acheter à haut prix ces reliques, et il les plaça honorablement dans la ville de Pavie, capitale lombarde.
En 735, il associe au pouvoir Hildeprand, son petit-fils et meurt au printemps 744 de mort naturelle. Sa dépouille est inhumée à Pavie dans la basilique du bienheureux martyr Hadrien.
Selon Paul Diacre, Liutprand régna trente et un ans et sept mois. Ce fut un homme d'une profonde sagesse, de conseil avisé, extrêmement pieux et chérissant la paix, d'une terrible puissance guerrière, clément pour les coupables, chaste, pudique, capable de longues veillées de prière, généreux en aumônes, ignorant les lettres sans doute mais faisant jeu égal avec les philosophes ; nourricier de son peuple, il enrichit les lois.
Liutprand compléta l'Édit de Rothari, tenta de limiter la vengeance privée, les faides et le duel judiciaire, et fit interdire la mise à mort de la femme adultère.
Il est considéré comme le plus grand des rois lombards et sous son règne, Papia (Pavie), devint un grand centre de culture (cf. art lombard et renaissance liutprandienne (it)).

### Source primaire
- Paul Diacre, Histoire des Lombards, Livre VI.

### Sources secondaires
- Gianluigi Barni, La conquête de l'Italie par les Lombards — VIe siècle — Les Événements. Le Mémorial des Siècles, Éditions Albin Michel, Paris, 1975.  (ISBN 2226000712).
- Dominique Petit, Histoire sociale des Lombards : VIe – VIIIe siècle, L'Harmattan, (2003)  (ISBN 2747552381).
- Jörg Jarnut, Storia dei Longobardi, Torino, Einaudi, 2002.  (ISBN 8846440854).